# Tupac: Live at the House of Blues
A Tupac: Live at the House of Blues koncertanyag 2Pac halála előtti utolsó koncertfelvétel. Az album 1996. július 4-én lett rögzítve, és 2005-ben kiadva. A koncerten 2Pac olyan toplistás dalokat adott elő, mint a "So Many Tears", vagy épp a "Hit Em Up". A lemezből kiadása óta több mint egy millió példány lett eladva, és platina minősítést kapott. A fellépésen 2Pac mellett olyan előadók léptek fel, mint Snoop Dogg, a Dogg Pound, a Jodeci illetve az Outlawz. A CD-vel egy időben DVD változatot is kiadtak, amely a koncert képi anyaga mellett 5 2Pac videót is tartalmaz.

## Számok
1. "Ambitions Az a Ridah"
2. "So Many Tears"
3. "Troublesome"
4. "Hit 'Em Up"
5. "Tattoo Tears"
6. "All Bout U"
7. "Never Call U Bitch Again"
8. "Freekin You"
9. "How Do You Want It"
10. "Murder Was the Case"
11. "Tha Shiznit"
12. "If We All Gony Fuck"
13. "Some Bomb Azz (Pussy)"
14. "Ain't No Fun (If the Homies Can't Have None)"
15. "New York"
16. "Big Pimpin'"
17. "Do What I Feel"
18. "G'z and Hustlas"
19. "Who am I (What's My Name)"
20. "Me in Your World"
21. "For My Niggaz and Bitches"
22. "Doggfather"
23. "Gin and Juice"
24. "2 of Amerikaz Most Wanted"

## Videóklipek (csak DVD-n)
1. "California Love (RMX) [Remix]"
2. "To Live & Die in LA"
3. "Hit' Em Up"
4. "How Do You Want It (Concert Version)"
5. "I Ain't Mad at Cha"